# Funzione di valutazione (euristica)
Una funzione di valutazione, nota anche come funzione di valutazione euristica o funzione di valutazione statica, è una funzione utilizzata dai programmi di gioco per stimare il valore o la bontà di una posizione (di solito in un nodo foglia o terminale) in un albero di gioco.
La maggior parte delle volte, il valore è un numero reale o un intero quantizzato, spesso in n decimi del valore di un pezzo da gioco come un sasso nel go o un pedone negli scacchi, dove n può essere un decimo, un centesimo o un'altra frazione conveniente, ma a volte il valore è una matrice di tre valori nell'intervallo unitario (ovvero l'intervallo chiuso che va da 0 ad 1), che rappresentano le percentuali di vittoria, pareggio e sconfitta della posizione.
Non esistono modelli analitici o teorici di funzioni di valutazione per le partite irrisolte, né tali funzioni sono interamente ad hoc. La composizione delle funzioni di valutazione è determinata empiricamente inserendo una funzione candidata in un automa e valutandone le prestazioni successive. Esiste un numero significativo di prove per diversi giochi come gli scacchi, lo shogi e il go per quanto riguarda la composizione generale delle funzioni di valutazione per essi.
Tra i giochi in cui i programmi di gioco per computer utilizzano le funzioni di valutazione, vi sono gli scacchi, il go, lo shogi, l'othello, l'hex, il backgammon e la dama. Inoltre, con l'avvento di programmi come MuZero, i programmi per computer utilizzano le funzioni di valutazione anche per giocare ai videogiochi, come quelli dell'Atari 2600. Alcuni giochi, come il tris, sono fortemente risolti e non richiedono la ricerca o la valutazione perché è disponibile un albero di soluzioni discreto.